# Каменшко
Каменшко (словен. Kamenško) је насељено место у општини Севница, Посавска регија, Словенија.

## Историја
До територијалне реорганизације у Словенији било је у саставу старе општине Севница. Као самостално насеље Каменшко постоји од 2001. године. Настала је издвајањем дела из насеља Каменица.

## Становништво
У попису становништва из 2011. године, Каменшко је имало 21 становника.
| Број становника према пописима | Број становника према пописима |
| ------------------------------ | ------------------------------ |
| 2002                           | 2011                           |
| 17                             | 21                             |

Напомена: Године 2001. настала издвајањем дела из насеља Каменица.